# 指空
指空（本名提纳簿陀，Dhyānabhadra，？—1363年）是印度的僧侣，译成禅贤，法号指空，古印度摩竭提国（Magadna）人。

## 经历
从迦叶尊者起，他是第108代印度摩竭陀国满王的第三王子。他8岁出家到那烂陀寺律师，19岁在南印度楞迦国吉祥山参拜于普明门下，因此得到衣钵，离开西域来到中国至燕京，游历中国西南地区、长江中下游地区，于泰定年间（1324年—1327年）至上都（滦京）见元朝皇帝。高丽忠肃王十三年（1326年）至高丽弘扬禅学，天历初（1328年）回燕京，至正二十三年（1363年）十一月二十日圆寂。翻译作品有《文殊师利菩萨无生戒经》等。